# Rosamaria Montibeller
Rosamaria Montibeller (Nova Trento, 9 de abril de 1994) es una jugadora de voleibol brasileña, subcampeona olímpica, que juega en las posiciones de opuesta y punta. Actualmente juega en Italia.

## Biografía
Nació en la ciudad de Nova Trento en Santa Catarina, nieta de una pareja italiana. Habla inglés e italiano con fluidez. Fuera del voleibol, Rosamaría también tiene un fuerte gusto personal por la pintura y las manualidades. En los inicios de su carrera de voleibol, hizo algunas pruebas para una posible carrera como modelo profesional, pero terminó desistiendo de esa opción por timidez, y optó por dedicarse únicamente al voleibol.

## Carrera
En 2003, a la edad de nueve años, se unió al proyecto de formación de Nova Trento/TIM y estuvo presente en la plantilla de la Selección Brasileña Femenina de Voleibol, en 2010 compitió en la edición 2010 del Campeonato Sudamericano Juvenil, organizado en Callao, donde ganó la medalla de oro.
En 2011, jugando en posición de opuesta, compitió en la edición del Campeonato Mundial Juvenil celebrada en la ciudad de Ankara, finalizando en el sexto lugar.
En 2012 compitió en la edición del Campeonato Sudamericano Juvenil y se convirtió en medallista de oro en la edición, además de ser galardonada como la mejor delantera de la competencia. Fue la capitana del grupo cuando compitió en el Campeonato Mundial Juvenil en las ciudades de Brno y Prostějov, nuevamente vistiendo la camiseta número 9, ganando la medalla de bronce en esta edición. También participó en la primera edición de la Copa Panamericana Sub-23. Copa América en 2012, con sede en Lima, oportunidad en la que ganó la medalla de plata. En la temporada 2013-14 defendió los colores del Amil/Campinas .
Volvió a representar al país en la categoría Sub-22, compitiendo en el Campeonato Sudamericano en Popayán, donde ganó la medalla de oro. Luego compitió en el Campeonato Mundial Sub-23 realizado en Ankara, obteniendo la medalla de oro e integrando la selección del campeonato como la mejor opuesta.
Hasta la temporada 2014-15, estuvo vinculado al EC Pinheiros, pasando al Camponesa/Minas para jugar en la temporada 2015-16, donde obtuvo el subcampeonato en la edición 2017 de la Copa Brasil en Campinas .
En 2017, recibió la convocatoria de la selección brasileña, con la que ganó los títulos de Montreux Volley Masters, el Gran Premio de Voleibol 2017 en Nanjing y el Campeonato Sudamericano (con sede en Cali), además de ganar la medalla de plata en la Copa Liga de Campeones Femenina de Voleibol 2017, que se llevó a cabo en Japón.
El Camponesa/Minas anunció su permanencia para las competencias correspondientes al período deportivo 2016-17, renovándola para la temporada 2017-18, conquistando la medalla de plata en la Supercopa Brasil 2017, el título del Campeonato Mineiro 2017 y coronándose campeona del Campeonato Sudamericano de Clubes de Voleibol Femenino 2018, donde fue premiada como la primera mejor atacante de la competencia.

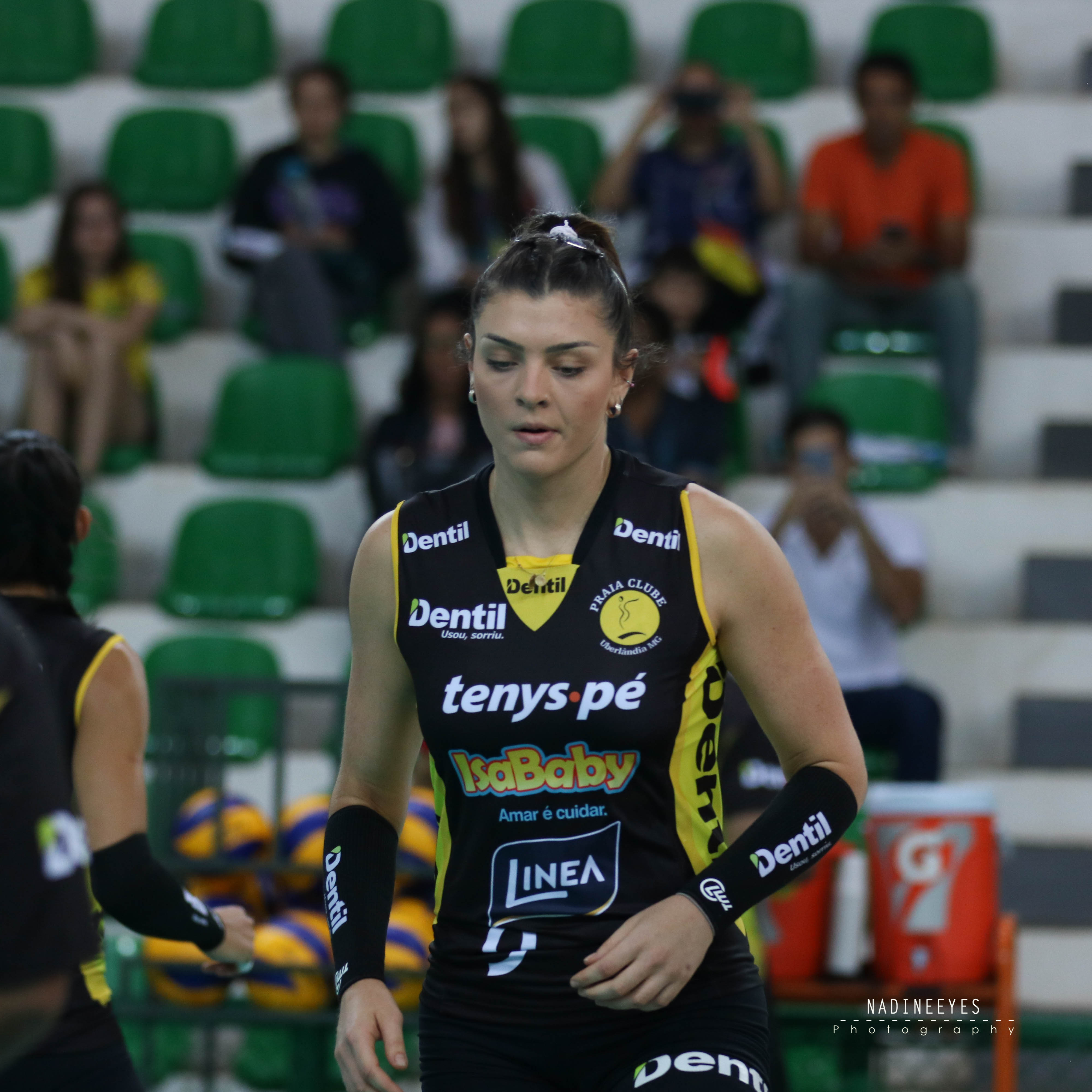
Rosamaria en el Praia Clube en 2018

Fue contratada por el Dentil/Praia Clube para la temporada 2018-19 de voleibol brasileño y fue subcampeona en la edición 2018 del Campeonato Mineiro; más tarde ganó el título de la Supercopa de Brasil de 2018 y luego disputó el Campeonato Mundial de Clubes de 2018, realizado en Shaoxing, finalizando en el cuarto lugar.
Con el Dentil/Praia Clube, obtuvo el subcampeonato de la Copa Brasil 2019 realizado en Gramado y la medalla de plata en el Campeonato Sudamericano de Clubes 2019 realizado nuevamente en la ciudad de Belo Horizonte. También logró llegar a la final de la Superliga Brasileña 2018-19, disputando los dos partidos de la serie final y quedándose con el subcampeonato. Durante el 2019 optó por alejarse de la selección, afirmando que no estaba rindiendo como esperaba. Aceptó una propuesta del Perugia, recién ascendido a la primera división del Campeonato de Italia, y terminó la temporada como la segunda mejor anotadora. Tras su traspaso al club Casalmaggiore, logró repetir la estadística. Tras un breve paso por el Igor Gorgonzola Novara, arribó al Busto Arsizio Volley, también de la liga italiana, en mayo de 2022. Tras recuperarse de una lesión en la temporada, finalizó en octavo lugar en la liga 2022/23 y llegó a los play-offs de la Copa CEV, donde el club fue eliminado por el THY SK de Turquía.

### Liga de las Naciones
El 17 de julio de 2022, Rosamaria Montibeller se convirtió en subcampeona con Brasil tras perder la final de la Liga de Naciones de 2022 ante Italia por 3 sets a 0 en Ankara, Turquía . Los parciales del encuentro fueron 25-23, 25-22, 25-22.

### Juegos Olímpicos de Tokio
En 2021, fue convocada para unirse como una de las principales suplentes de la selección brasileña de Voleibol Femenino, durante los Juegos Olímpicos de Verano de Tokio 2020 . En la etapa de cuartos de final, ante la Selección Femenina de Voleibol de Rusia, ingresó en el segundo set, cuando Brasil, que ya había perdido el primer set, estaba atrás en el marcador (15-9) y lideró la remontada (25-21) y eventual victoria por 3 sets a 1, anotando 16 puntos al igual que la titular Carol Gattaz . Para la semifinal contra Corea del Sur, fue elegida para ser titular en lugar de Tándara Caixeta, que necesitó ser retirada de urgencia de la competición tras un problema con el control antidopaje. Tuvo una buena actuación, ayudando al equipo a remontar el partido tras perder el primer set, y llegar así a la semifinal. Allí tuvo otra buena actuación para asegurarse un lugar en la gran final contra la Selección Nacional Femenina de Voleibol de Estados Unidos . A pesar de que solo se llevó la medalla de plata luego de perder la final 3-0 contra Estados Unidos, fue considerada una de las destacadas del equipo.

### Mundial de Voleibol Femenino 2022
El 15 de octubre de 2022, Rosamaría logró el subcampeonato con Brasil después de perder la final del Campeonato Mundial de 2022 ante Serbia por 3 sets a 0, en Apeldoorn, Países Bajos . Los parciales del partido fueron 26/24, 25/22 y 25/17.

## Títulos

### Selección brasileña
- Campeonato del Mundo 2022

- Liga de Naciones de Voleibol Femenino - 2022

### Clubes
- Campeonato Mundial de Clubes : 2018[29]
- Superliga Brasileña A ː2018-19
- Copa Brasil : 2015
- Copa Brasil : 2017[18] y 2019[30]
- Supercopa Brasileña de Voleibol ː2018[27]
- Supercopa Brasileña de Voleibol ː2017[23]
- Campeonato Minero : 2017[24]
- Campeonato Minero : 2018[26]

## Premios individuales
- 1.º Mejor punta - Campeonato Sudamericano de Clubes 2018[22]
- Mejor Opuesta - Campeonato Mundial Sub-23 2015
- Mejor Atacante - Campeonato Sudamericano Juvenil 2012[5]